# Doris Mayer
Doris Mayer (* 1. Oktober 1958 in Eisenstadt; † 6. Dezember 2018) war eine österreichische Schauspielerin und Schriftstellerin.

## Leben
Mayer besuchte nach dem Gymnasium 1974 das Max-Reinhardt-Seminar in Wien und debütierte am Schauspielhaus Graz, wo sie von 1977 bis 1979 zum Ensemble gehörte. Zu ihren Rollen hier gehörten Irma in Giraudoux’ Die Irre von Chaillot, Ismene in Anouilhs Antigone, Elise in Der Geizige und Natascha in Nachtasyl. 1979 bis 1980 bildete sie sich am Actors Studio von Lee Strasberg in New York weiter. 1980/81 spielte sie am Theater der Jugend in Wien, wo sie Viola und Sebastian in Was ihr wollt sowie Barblin in Andorra darstellte. Von 1981 bis 1983 wirkte sie am Theater in der Josefstadt, wo sie Christine in Liebelei und Anna in Nachtasyl verkörperte. 1983/84 gehörte sie dem Volkstheater an und trat hier als Nadeschda in Die Letzten von Maxim Gorki und Delfine in Das Konzert auf.
Gelegentlich war Doris Mayer auch im Fernsehen zu sehen. Seit 1997 war sie freie Schriftstellerin. In ihrem ersten Roman Machalan (2000) erzählte sie die Geschichte einer Halbpolin in Österreich während der Zeit des Nationalsozialismus. In Revolution der Steine (2003) wählte sie die Liebesgeschichte zwischen einer Israelin und einem Palästinenser zum Thema. In dem Kinderbuch Schuh-Schuh und Gänseblümchen (2005) erzählte sie von der Freundschaft zwischen einer Katze und einer Maus.
Doris Mayer war mit dem Theater- und Drehbuchautor Bernhard Schärfl (1952–2014) verheiratet und wurde Mutter einer Tochter, der Wiener Journalistin und Autorin Judith Leopold. Sie starb im Dezember 2018 im Alter von 60 Jahren nach kurzer Krankheit. Die Arbeit an einem neuen Roman mit dem Arbeitstitel Mit der Wahrheit lügt man nicht konnte sie nicht mehr vollenden.

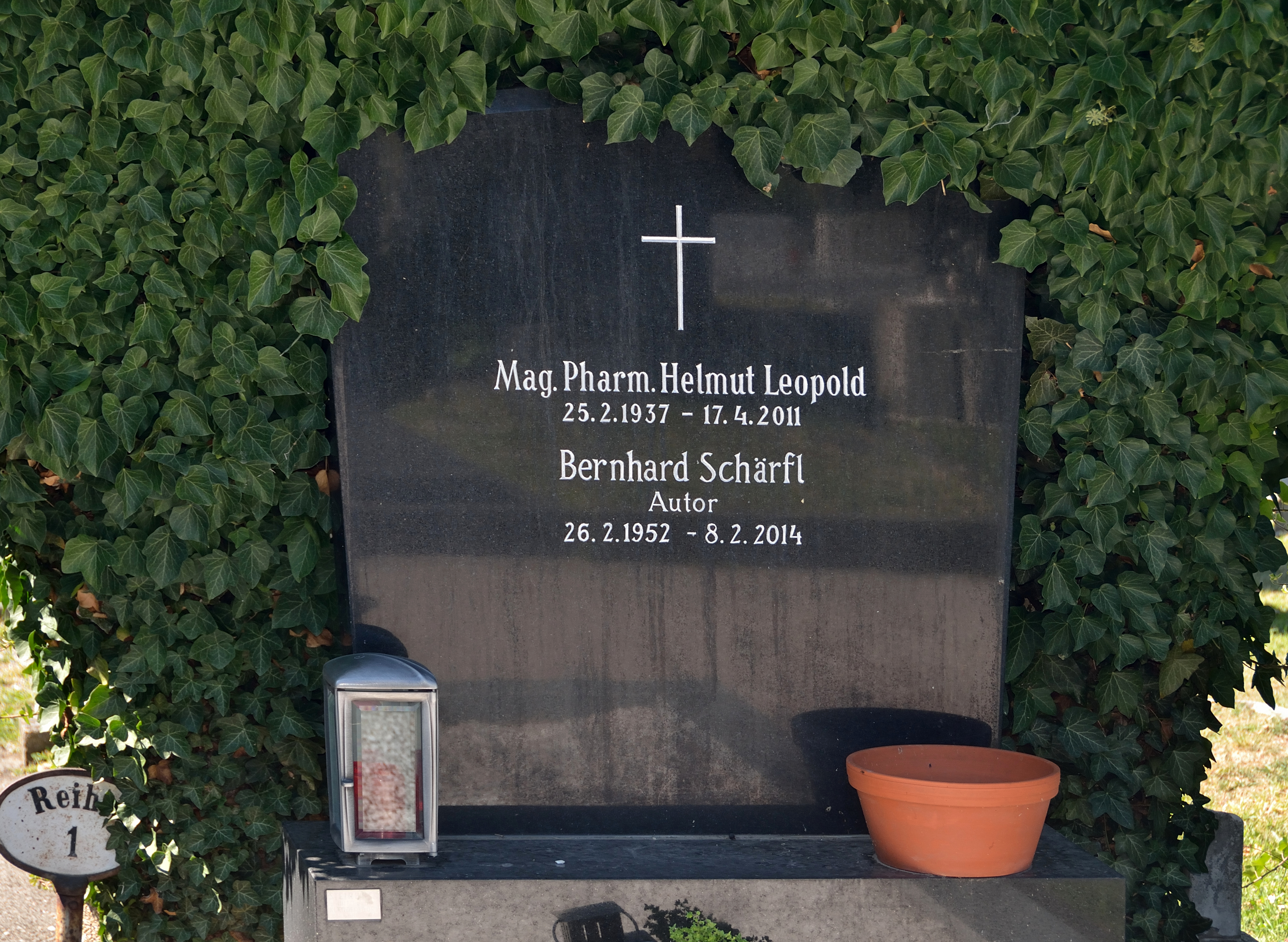
Grabstätte von Doris Mayer-Schärfl und Bernhard Schärfl, der Name von Doris Mayer steht mit Stand August 2019 nicht auf dem Grabstein.

Ihre letzte Ruhestätte und die ihres Mannes befindet sich auf dem Döblinger Friedhof (Gruppe 30, Reihe 1, Nummer 1) in Wien.

## Filmografie
- 1977: Ein Tag im Museum
- 1981: Der Schüler Gerber
- 1981: Gehversuche
- 1982: Kieselsteine
- 1982: Der Narr von Wien
- 1982: Horváth
- 1983: Mich wundert, daß ich so fröhlich bin
- 1983: Franz Nabl
- 1984: Waldheimat (Serie)
- 1988–1989: Ringstraßenpalais (Fernsehserie, 3 Folgen)
- 1989: Calafati Joe (Miniserie, 4 Folgen)

## Romane
- 2000: Machalan. Deuticke Verlag, Wien
- 2001: VaterMorgana. Deuticke, Wien, München
- 2003: Revolution der Steine. Eine israelisch-palästinensische Liebesgeschichte. Kremayr und Scheriau Verlag, Wien
- 2005: Schuh-Schuh und Gänseblümchen. Picus Verlag, Wien
- 2007: Knesebeckstraße oder: einmal Kuba und zurück. Springer, Berlin
- 2010: 365. Picus Verlag, Wien